# Combate de Margalef
El combate de Margalef, en junio de 1413, fue una de las batallas de la revuelta del conde de Urgel.
Francisco de Erill y de Orcau, partidario de Jaime II de Urgel, hizo retirar hasta Torregrosa las tropas fieles a Fernando I de Aragón.